# Agrippa Menenius Lanatus (konsul 503 f.Kr.)

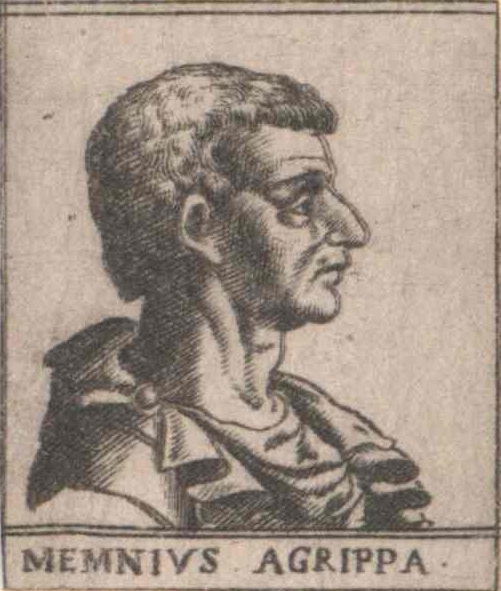
Agrippa Menenius Lanatus (konsul 503 f.Kr.)

Agrippa Menenius Lanatus, ibland kallad Menenius Agrippa, var en romersk konsul 503 f.Kr.. 
Agrippa blev mest känd för den liknelse om lemmarnas uppror mot magen med vars hjälp han en gång förmådde plebejerna i Rom, som hade uttågat till det heliga berget Mons sacer, till förlikning med patricierna (494 f.Kr.) genom att berätta en saga om hur kroppens olika organ är jämbördigt viktiga för samhällskroppens överlevnad.